# Petar Stojanović
Petar Stojanović (Budapest, 6 de setembre de 1877 - Belgrad, Sèrbia, 11 de setembre de 1957) fou un violinista i compositor austrohongarès.
Estudià en el Gimnàs de la seva ciutat nadiua i després dos anys de dret a la Universitat de Viena, més tard es dedicà a la música, primer en el Conservatori municipal de Budapest on tingué com a professor de violí el gran mestre Jenő Hubay, i després en el de Viena on va tenir com a mestre de composició en Robert Fuchs. En acabar allà els estudis musicals aconseguí el primer premi de composició atorgats per l'Estat als examinats i després dos premis a Bonn.
El 1905 s'estrenà amb gran èxit i sota la seva personal direcció la seva òpera Der Tiger. Entre tant, els seus primers concerts de violí el popularitzaren a Viena, Leipzig, Berlín, Budapest, Nova York i altres capitals.
A més de la ja mencionada, compongué l'òpera en dos actes Floribella, un quintet, un quartet i un trio de piano, dues sonates per a piano i violí, diverses peces de violí, melodies vocals i un mètode de violí.